# Murray Bookchin
Murray Bookchin (14. ledna 1921 New York – 30. července 2006 Burlington) byl americký filozof a politický aktivista pocházející z newyorské židovské rodiny z Bronxu.
Byl představitelem tzv. libertariánského socialismu, anarchismu a environmentalismu. V 90. letech formuloval svou vlastní ideologii, kterou nazval libertariánský municipalismus. Ta vyzývá občany k široké účasti v místních samosprávách a slibuje si od toho „demokratizaci systému zdola“. Žádá také vyšší míru decentralizace. Zajímal ho též problém městského prostoru a jeho odcizení lidem, jeho „sociálně ekologické“ myšlenky na toto téma velmi ovlivnily hnutí Reclaim the Streets. Napsal též několik historických prací o dějinách anarchistického hnutí.